# Martha Matilda Harper
Pour les articles homonymes, voir Harper.
Martha Matilda Harper (née le 10 septembre 1857 à Oakville, Ontario, et morte le 3 août 1950 à Rochester, État de New York) est une femme d'affaires, entrepreneure et inventrice canado-américaine.
Elle a fondé un réseau international de salons de coiffure franchisés. À son apogée, la société comprenait plus de 500 franchises et une gamme complète de produits de soins capillaires.

## Biographie
Martha Matilda Harper est née dans une famille pauvre de l'Ontario (Canada). Elle est placée comme servante à l'âge de 7 ans.
Son dernier employeur, un médecin, lui lègue à son décès la formule d'un produit capillaire.
À 25 ans, elle émigre aux États-Unis où elle continue d'être domestique et économise pour créer son projet : un salon de coiffure.
Martha Matilda Harper décède le 3 août 1950, un mois avant son 93e anniversaire, elle laisse dans le deuil son mari Robert MacBain, qui mourra le 30 avril 1965, à l'âge de 83 ans. Sa tombe se trouve au cimetière Riverside, à Rochester, New York.

### Succès commercial
À 31 ans, en 1888, Martha Matilda Harper ouvre une boutique à Rochester dans le Powers Building tout juste construit au sein d'un quartier huppé. À cette époque, très puritaine, la coiffure était pratiquée en privé, à la maison, même par les professionnels. Les femmes n'imaginaient pas se faire coiffer en public. C'est pourquoi les services qu'elle offrait en plus de ses produits (massage du cuir chevelu, shampoing, coupe de cheveux) étaient novateurs. Pour ses boutiques, elle invente également l'équipement permettant de laver les cheveux sans mouiller les vêtements : siège inclinable et bassin découpé.

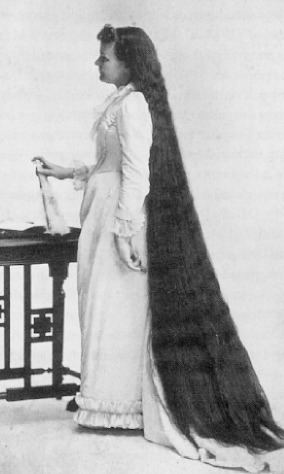
Martha Matilda Harper.

Elle se servait de son image (elle avait les cheveux très longs) pour promouvoir ses produits, qui ne contenaient que des produits naturels. Elle refusait les produits chimiques nouveaux venus sur le marché.
Elle formait des femmes de condition modeste à l'utilisation de ses produits et les aidait à ouvrir leur propre boutique. Elle s'est retrouvée ainsi à la tête d'un vaste réseau de franchise (concept lui aussi novateur) : plus de 500 boutiques dans le monde.
Elle figure depuis 2003 au National Women's Hall of Fame.

### Chevelure
Martha Harper avait des cheveux d'une longueur très importante. Cette longueur est parfois assimilée à la maladie de l'hypertrichose.[réf. nécessaire]